# 和久田学
和久田 学（わくた まなぶ：Manabu Wakuta、1964年3月5日 - ）は、公益社団法人子どもの発達科学研究所の所長・主席研究員、大阪大学大学院 連合小児発達学研究科 招聘教員、小児発達学博士、日本子ども資料年鑑編集委員、一般社団法人HSJ代表理事、一般社団法人子どもいじめ防止学会理事。研究課題のキーワード：ACE（ACEs）、虐待、引きこもり、学校（以上研究代表者）、自閉スペクトラム症、注視点、Gazefinder、重症度、診断指標、重症度指標（以上連携研究者、研究協力者等）。

## 来歴

### 学歴・職歴 等
1986年3月 - 静岡大学教育学部 卒業
1986年4月 - 特別支援学校教諭（浜松／天竜／浜名、～2011年3月）
2009年4月 - 大阪大学大学院 大阪大学・金沢大学・浜松医科大学・千葉大学・福井大学 連合小児発達学研究科 後期 博士課程（～2012年3月修了）
2012年3月 - 小児発達学 博士号 取得
2012年4月 - 大阪大学大学院 特任講師（～2022年3月）
2012年4月 - 公益社団法人子どもの発達科学研究所 主席研究員
2013年4月 - 浜松医科大学 非常勤講師（～2017年3月）
2017年4月～2023年3月 - 日本児童青年精神医学会 教育に関する委員会 委員
2020年4月～2024年3月 - 弘前大学大学院 医学系研究科 客員研究員
2020年4月 - 日本子ども資料年鑑編集委員
2020年12月 - 一般社団法人HSJ 代表理事 
2022年4月 - 大阪大学大学院 招聘教員
2023年4月 - 一般社団法人子どもいじめ防止学会 理事 
この節の主な出典

### 所属学会
- 日本特殊教育学会
- 日本LD学会
- 日本自閉症スペクトラム学会
- 日本児童青年精神医学会
- 子どもいじめ防止学会

この節の出典

## 人物
大学卒業から20年以上、特別支援教育の分野から、不登校や非行、いじめ等の問題行動を起こす子どもと向き合ってきた経歴の持ち主。取材記事や著書では、子育てや教育に科学的根拠に基づいた考え方を活用することへの信念が多数語られている。

## 著作物

### 書籍
- 『学校を変える いじめの科学』（『こころの科学』181号～203号連載）日本評論社 （2019年4月、ISBN 978-4-535-56377-3）
- 『科学的に考える子育て～エビデンスに基づく10の真実～』緑書房 （2020年4月、ISBN 978-4-89531-422-0）

### 寄稿
- 「コロナ禍の学校―新しい学校スタイルへの模索―」（2021年、『日本子ども資料年鑑2021』、28-33頁、中央出版、ISBN 978-4-87758-385-9）[2]
- 「暴言・暴力がある子どもへの支援」（2009年、『実践障害児教育』27巻5号※2021年4月より『実践みんなの特別支援教育』に誌名変更、学研教育みらい）[1]
- 「12年間教育の入り口である小学部の役割とキャリア教育の実践」（2010年、『実践障害児教育』37巻9号※2021年4月より『実践みんなの特別支援教育』に誌名変更、学研教育みらい）[1]
- 「子どもの行動上の問題の評価における保護者と教師の乖離」（2013年9月、『子どものこころと脳の発達』第4巻1号、金芳堂、ISBN 978-4-7653-1580-7）
- 「教育に科学的視点を－六・五%にどう捉えるか」（2014年4月、『そだちの科学』22号26-31頁、日本評論社、ISBN 978-4-535-90722-5）
- 「教育講演：いじめの科学」（2015年6月、『児童青年精神医学とその近接領域』第56巻第3号316頁、日本児童青年精神医学会）
- 「教育に関する委員会セミナー：教育と医療のより良い連携を目指して」（2016年2月、『児童青年精神医学とその近接領域』第57巻第1号181頁、日本児童青年精神医学会）
- 「不登校再考 : 不登校は、今、どうなっているのか。どう支援すべきなのか。」（2016年9月、『子どものこころと脳の発達』第7巻1号、金芳堂、ISBN 978-4-7653-1682-8）
- 「文部科学省委託事業 子どもみんなプロジェクト～その挑戦の必要性～」（2018年9月、『学校保健』第332号10-13頁、日本学校保健会）

### 論文

#### ［筆頭著者］
- 「我が国の特別支援教育の現状と課題－米国との比較から、これから何をすべきか考える－」『子どものこころと脳の発達』第2巻第1号、金芳堂、2011年9月、ISBN 978-4-7653-1496-1。
- 「行動上の問題に関わる危険因子を抱えた子どもに働く防御因子の探索 : 科学的根拠に基づいた支援のために」『子どものこころと脳の発達』第3巻第1号、金芳堂、2012年5月、ISBN 978-4-7653-1522-7。

#### ［共著論文］
- 土屋賢治、服巻智子、和久田学、他「GazeFinder (Ka-o-TV) を用いた自閉スペクトラム症の早期診断指標の開発～1歳6ヵ月乳幼児健診における活用に向けて～」『脳21』vol.18第2号、金芳堂、2015年4月、pp.203-215、ISBN 978-4-7653-1637-8、ISSN 1344-0128。
- Norihiro Sakurai; Kenji J. Tsuchiya; Manabu Wakuta; et al. (2013). “Children's behavioural problems are perceived differently by their teachers and parents : The Hamamatsu School Survey”. Journal of Brain Science (日本脳科学会) vol.40:  pp.28-5. doi:10.20821/jbs.40.0_28. ISSN 2432-2512.
- Tomoko Haramaki; Kenji J. Tsuchiya; Manabu Wakuta; et al. (2015年5月). Ka-O-TV: An Eye Gaze Detector for Early Diagnosis of ASD Phenotype. 2014 International Meeting for Autism Research.
- Mizue Yokoo; Manabu Wakuta; Eiji Shimizu (2018-02-07). “Educational effectiveness of a video lesson for Bullying Prevention. （いじめ防止のためのビデオレッスンの教育的有効性）”. Children & Schools (Oxford University Press) vol.40 (2):  pp.71-79. doi:10.1093/cs/cdy001.
- Yuko Osuka; Tomoko Nishimura; Manabu Wakuta; et al. (2019-05-17). “Reliability and validity of the Japan Ijime Scale and estimated prevalence of bullying among fourth through ninth graders: A large‐scale school‐based survey（日本いじめ尺度の信頼性と妥当性および4年生から9年生の間のいじめの推定有病率：大規模学校調査）”. Psychaiatry and Clinical Neurosciences (John Wiley & Sons Australia, Ltd) vol.73 (9):  pp.551-559. doi:10.1111/pcn.12864.
- Tomoko Nishimura; Manabu Wakuta; Kenji J Tsuchiya; Yuko Osuka; Hideo Tamai; Nori Takei; Taiichi Katayama (2020-06-19). “Measuring School Climate among Japanese Students-Development of the Japan School Climate Inventory (JaSC).”. International journal of environmental research and public health (Multidisciplinary Digital Publishing Institute) vol.17 (12). doi:10.3390/ijerph17124426.

## メディア取材・出演 等

### 新聞・ラジオ
- 静岡新聞「コロナストレス、親も子も 虐待やDV、潜在化リスク」（2020年5月1日）[12]
- 東海ラジオ 「源石和輝 ひるカフェ『親子で過ごす時間のコツ』」（2020年5月19日）[13]
- 朝日新聞 「耕論『いじめ、大人の映し鏡』」（2020年7月10日）[14]

### SNS等
- 「Chiki's Library_001」（YouTube）テーマ：いじめ （2019年10月24日）[15]

- 「源石和輝 ひるカフェ『親子で過ごす時間のコツ』」（Twitter） 東海ラジオ（2020年5月18日）[16]
- 「いじめの加害者は、相手が傷ついているのに『遊びだ』『問題ないこと』と解釈してしまいます。これを『シンキングエラー』というのです」（Twitter）朝日新聞オピニオン編集部（2020年7月10日）[17]

### その他Webメディア
- MANA-Biz「科学の力でいじめ撲滅を目指す-前編 『再現性』がなければいじめは起こり続ける」（2019年2月21日）[7]
- MANA-Biz「科学の力でいじめ撲滅を目指す-後編 『いじめを黙認しない』姿勢を評価する」（2019年3月1日）[18]